# يوليانا كولر
يوليانا كولر (بالألمانية: Juliane Köhler)‏ (و. 1965 – م) هي ممثلة، وممثلة مسرحية، وممثلة أفلام من ألمانيا . ولدت في جوتنجن.

## جوائز
حصلت على جوائز منها:
- وسام الاستحقاق البافاري.

## روابط خارجية
- يوليانا كولر على موقع IMDb (الإنجليزية)
- يوليانا كولر على موقع مونزينجر (الألمانية)
- يوليانا كولر على موقع قاعدة بيانات الأفلام العربية
- يوليانا كولر على موقع ألو سيني (الفرنسية)
- يوليانا كولر على موقع ميوزك برينز (الإنجليزية)
- يوليانا كولر على موقع أول موفي (الإنجليزية)
- يوليانا كولر على موقع قاعدة بيانات الأفلام السويدية (السويدية)
- يوليانا كولر على موقع إن إن دي بي (الإنجليزية)
- يوليانا كولر على موقع ديسكوغز (الإنجليزية)
- يوليانا كولر على موقع قاعدة بيانات الفيلم (الإنجليزية)